# American IV: The Man Comes Around
American IV: The Man Comes Around je album Johnnyho Cashe z roku 2002.

## Seznam skladeb
1. „The Man Comes Around“ (Cash) – 4:26
2. „Hurt“ (Reznor) – 3:38
Původně nahráli Nine Inch Nails na The Downward Spiral (1994)
3. „Give My Love to Rose“ (Cash) – 3:28
Původně nahrál Cash pro Sun Records, objevilo se na Sings Hank Williams (1960) a na At Folsom Prison (1968)
4. „Bridge over Troubled Water“ (Simon) – 3:55
Původně nahrál Simon and Garfunkel na Bridge over Troubled Water (1970)
5. „I Hung My Head“ (Sting) – 3:53
Původně nahrál Sting na Mercury Falling (1996)
6. „The First Time Ever I Saw Your Face“ (MacColl) – 3:52
Hit Roberty Flack (1972)
7. „Personal Jesus“ (Gore) – 3:20
Původně nahráli Depeche Mode na Violator (1990)
8. „In My Life“ (Lennon/McCartney) – 2:57
Původně nahráli The Beatles na Rubber Soul (1965)
9. „Sam Hall“ (Ritter) – 2:40
Původně nahrál Cash na Sings the Ballads of the True West (1965)
10. „Danny Boy“ (Weatherly) – 3:19
Píseň z roku 1910, dříve nahraná Cashem na Orange Blossom Special (1965)
11. „Desperado“ (Frey/Henley) – 3:13
Původně nahráli The Eagles na Desperado (1973)
12. „I'm So Lonesome I Could Cry“ (Williams) – 3:03
Původně nahrál Hank Williams, dříve nahrál Cash na Now, There Was a Song! (1960)
13. „Tear Stained Letter“ (Cash) – 3:41
Původně nahráli Cash na A Thing Called Love (1972)
14. „Streets of Laredo“ – 3:33 (kovbojská balada)
Dříve nahrál Cash na Sings the Ballads of the True West (1965)
15. „We'll Meet Again“ (Charles/Parker) – 2:58
Hit Very Lynn (1939)